# Edith Gabrielli
Edith Gabrielli (Roma, 27 febbraio 1970) è una dirigente pubblica italiana, attuale direttrice del Vittoriano e Palazzo Venezia.

## Biografia
Ha studiato all'Università La Sapienza e in seguito alla London School of Economics and Political Science. Si è laureata in lettere con indirizzo Storia dell'Arte, per poi specializzarsi in arte medievale e moderna. È autrice di numerosi libri e articoli riguardanti la pittura rinascimentale nell'Italia centro-settentrionale, la cultura figurativa del Settecento e dell'Ottocento e la catalogazione e tutela del patrimonio artistico.
Ha cominciato a lavorare per il ministero dei beni e delle attività culturali e del turismo nel 1999. Nel maggio 2010 è stata nominata soprintendente per i Beni Storici, Artistici ed Etnoantropologici del Piemonte e nel gennaio 2011 direttrice del centro per la conservazione e il restauro "La Venaria Reale".
Dal 9 marzo 2015 al 30 marzo 2020 ha diretto il Polo Museale del Lazio e successivamente la Direzione Regionale Musei Lazio e la Direzione Musei Statali della Città di Roma. Il 12 settembre 2020 è stata nominata direttrice generale del Vittoriano e di Palazzo Venezia.